# Antenna 10
Antenna 10 è stata una rete televisiva privata italiana visibile in Abruzzo e Molise, nata nel 1985. È stata una delle televisioni locali facenti parte del circuito nazionale 7 Gold dal 1999 fino al 30 dicembre 2024 quando a Capodanno dello stesso anno il canale cessò le trasmissioni.

## Storia
L'emittente pescarese nasce per volontà di Vincenzo Lanetta (responsabile di Tele Due, seconda rete del gruppo Tvq, scomparso nel gennaio 2019) il 10 marzo 1985. Con i contatti di Lanetta, arrivano da altre emittenti giornalisti e tecnici esperti. Il canale sul  quale Antenna 10 irradia i suoi programmi è l'UHF 62. La responsabilità dei programmi e la direzione della testata vengono affidate rispettivamente a Carmine Cascella, Francesco Labarile e Gioia Salvatore. L'emittente punta su un'informazione politica, culturale e sportiva sull'ambito regionale proponendo il TG10 Notiziario oltre al TG10 Sport e al TG10 Economia senza dimenticare telenovelas, telefilm, documentari, cartoni animati. Gli altri programmi che caratterizzavano il palinsesto: Buongiorno Donna condotto da Gioia Salvatore l'appuntamento quotidiano nella fascia orario 9.00/13.00; In panchina rubrica sportiva; Pallida Luna rubrica culturale; Master programma di economia; Donna è; La Sfera programma di cartomanzia; Omnibus talk show politico, PomerigGioia programma per bambini. Gli speciali in diretta di grandi eventi come Il Raduno degli Alpini a Pescara nel maggio del 1989. Negli anni '90, il gruppo Antenna 10 aderisce alla syndication Italia 9 Network mantenendo la propria autonomia nelle fasce del palinsesto con un proprio tg e programmi autoprodotti. Successivamente nel 1993 vengono organizzate redazioni provinciali per tg differenziati nelle città di Chieti, Teramo e L'Aquila. Il canale Abruzzese ha operato per un certo periodo con una seconda emittente nominata "DAN TV", la quale aveva aderito anche a Junior Tv.
Nel 1999, l'emittente decide di appoggiare il progetto 7 Gold, irradiando il segnale della syndication in alcuni orari del palinsesto mantenendo la programmazione locale coprendo le zone dell'Abruzzo e in parte del Molise. Con l'avvento del digitale terrestre, l'emittente cambia frequenza passando dallo storico UHF 62 (passato a Dfree) al canale UHF 55. Lo storico TG10 negli anni, passa da cinque (7.00; 8.00; 19.00; 23.00; 01.00) a sette edizioni (7.30; 8.00; 13.15; 15.00; 19.00; 23.00; 01.15) proponendo nuove rubriche: Paese che vai...Usanze che trovi programma folk regionale condotto da Sebastian Nino Salvatore; Zoom approfondimenti di cultura, politica e attualità, condotto da Gioia Salvatore; Dippiù Abruzzo approfondimento degli eventi regionali.
Nell'ambito del processo di switch-off, l'emittente ha digitalizzato il suo canale da maggio 2012, con un mux variato nel corso del tempo.